# West Livingston, Texas
West Livingston là một nơi ấn định cho điều tra dân số (CDP) thuộc quận Polk, tiểu bang Texas, Hoa Kỳ. Năm 2010, dân số của nơi này là 8071 người.